# Jackie 'Butch' Jenkins
Jackie 'Butch' Jenkins, all'anagrafe Jack Dudley Jenkins (Los Angeles, 29 agosto 1937 – Asheville, 14 agosto 2001), è stato un attore statunitense, attivo come attore bambino dal 1943 al 1948 (tra i 6 e gli 11 anni d'età).

## Biografia
Figlio dell'attrice teatrale Doris Dudley, fece il suo debutto cinematografico all'età di sei anni ne La commedia umana (1943), dopo che un talent scout della MGM lo aveva visto giocare su una spiaggia di Santa Monica ed era rimasto colpito dal suo buonumore. La sua interpretazione nella parte del fratello minore di Mickey Rooney fu ben accolta e per Jackie fu l'inizio di una breve ma intensa carriera di attore bambino.
Entrò a far parte di un gruppo di popolari attori bambini in forza alla MGM agli inizi degli anni 1940, con Elizabeth Taylor, Margaret O'Brien, Claude Jarman Jr. e Darryl Hickman. Il viso lentigginoso e i capelli arruffati ne facevano una figura in un certo modo lontana dall'immagine ideale dell'attore bambino dell'epoca, eppure Jackie riscosse proprio per quell'aria ordinaria un successo tale da rubare spesso la scena anche ad attori famosi.
Ottenne due importanti ruoli di supporto: in Gran Premio (1944) come il fratellino di Elizabeth Taylor e in Il sole spunta domani (1945) come il cuginetto e compagno di giochi di Margaret O'Brien. 
Diventò poi protagonista in Boys' Ranch (1946), ispirato a un'esperienza di vita reale: un ranch in Texas, che forniva una casa e un'educazione a ragazzi disagiati. La MGM promosse il film come un successore de La città dei ragazzi (1936). Jackie ("Butch") ne fu co-protagonista con James Craig, con il quale era già apparso ne La commedia umana. Da questo momento il nomignolo "Butch" rimarrà per sempre legato al suo nome.
Jackie 'Butch' ebbe il ruolo di protagonista in altri due film, entrambi diretti da Fred Zinnemann: Mio fratello parla con i cavalli (1947) e La mamma non torna più (1947), ancora con James Craig.
La sua carriera si chiuse nel 1948 con altri tre importanti ruoli di supporto: in La sposa ribelle (1948), Summer Holiday (1948) e La legge del cuore (1948).
Si ritirò dalla recitazione all'età di undici anni, dopo aver sviluppato una leggera balbuzie, di origine nervosa. La madre era preoccupata per la sua educazione e per la costante pressione che la carriera cinematografica imponeva sul bambino e sull'intera famiglia.. Da adulto Jackie ricorderà la sua esperienza attoriale con affetto, ma senza rimpianti; recitare non sempre lo aveva divertito e non si era mai aspettato di fare una carriera come attore.
Jenkins si allontanò dal mondo dello spettacolo e intraprese nuove attività in Texas, dove investì con successo i propri risparmi di attore come azionario dell'East Texas Water System e proprietario di una catena di negozi di autolavaggio.
Morì nel 2001, all'età di 63 anni, a Asheville nella Carolina del Nord.

## Riconoscimenti
- Young Hollywood Hall of Fame (1940's)

## Filmografia

### Cortometraggi
- Reward Unlimited, regia di Jacques Tourneur (1944)
- My Old Town, regia di John Nesbitt (1947) - non accreditato

### Lungometraggi
- La commedia umana (The Human Comedy), regia di Clarence Brown (1943)
- L'uomo venuto da lontano (An American Romance), regia di King Vidor (1944) - non accreditato
- Gran Premio (National Velvet), regia di Clarence Brown (1944)
- Il sole spunta domani (Our Vines Have Tender Grapes), regia di Roy Rowland (1945)
- Gianni e Pinotto a Hollywood (Abbot and Costello in Hollywood), regia di S. Sylvan Simon (1945) - non accreditato
- Minorenni pericolosi (Boys' Ranch), regia di Roy Rowland (1946)
- Mio fratello parla con i cavalli (My Brother Talks to Horses), regia di Fred Zinnemann (1947)
- La mamma non torna più (Little Mister Jim), regia di Fred Zinnemann (1947)
- Summer Holiday, regia di Rouben Mamoulian (1948)
- La sposa ribelle (The Bride Goes Wild), regia di Norman Taurog (1948)
- La legge del cuore (Big City), regia di Norman Taurog (1948)